# Position Väst
Position Väst är namnet på tillväxtzonen mellan Göteborg och Oslo, där 17 kommuner bedriver gemensam service för företagsetableringar. Position Väst är ett resultat av Omställningskontorets arbete, som initierades i samband med SAABs konkurs i Trollhättan.
Följande kommuner ingår i Position Väst:
- Bengtsfors kommun
- Dals-Eds kommun
- Essunga kommun
- Färgelanda kommun
- Grästorps kommun
- Lysekils kommun
- Melleruds kommun
- Munkedals kommun
- Orusts kommun
- Sotenäs kommun
- Strömstads kommun
- Tanums kommun
- Trollhättans kommun
- Uddevalla kommun
- Vara kommun
- Vänersborgs kommun
- Åmåls kommun